# Hyponephele kondoi
Hyponephele kondoi är en fjärilsart som beskrevs av Francis Gard Howarth och Povolny 1976. Hyponephele kondoi ingår i släktet Hyponephele och familjen praktfjärilar. Inga underarter finns listade i Catalogue of Life.